# Карстово-суфозійні явища
Карстово-суфозійні явища (рос. карстово-суффозионные явления, англ. karst and suffosion phenomena; нім. Karst-Suffosionserscheinungen f pl) — явища, які виникають у кластичних гірських породах внаслідок розчинення цементу породи і винесення водою звільненого кластичного матеріалу. Внаслідок карстово-суфозійних явищ виникають печерні тунелі, відкриті гроти у пісковиках та конґломератах з розчинним вапняковим або гіпсовим цементом, а також форми пустельного глинистого карсту у сильно засолених глинистих та мергелистих гірських породах.